# Zwartkoptinamoe
De zwartkoptinamoe (Crypturellus atrocapillus) is een vogel uit de familie tinamoes (Tinamidae). De wetenschappelijke naam van de soort is voor het eerst geldig gepubliceerd in 1844 door Tschudi.

## Beschrijving
De zwartkoptinamoe wordt 28–30 cm groot. De rug is bruin met zwarte markeringen, de borst donkergrijs, het hoofd zwart.

## Voedsel
De zwartkoptinamoe eet vooral vruchten van de grond of van lage struiken. Hij eet ook ongewervelden, bloemen, zaden, bladeren en wortels.

## Voortplanting
Het mannetje paart met ongeveer vier vrouwtjes, die hun eieren leggen in een nest in dicht struikgewas. Het mannetje broedt de eieren uit en voedt de jongen op.

## Voorkomen
De soort komt  voor in Peru en Bolivia en telt twee ondersoorten:
- C. a. atrocapillus: zuidoostelijk Peru.
- C. a. garleppi: noordelijk Bolivia.

## Beschermingsstatus
De omvang van de totale populatie is in 2018 geschat op 80-300 duizend volwassen vogels. Op de Rode Lijst van de IUCN heeft de soort de status niet bedreigd.